# 丁继哲
丁继哲（1918年10月—2016年5月20日），曾用名丁祖明，男，安徽无为人，中华人民共和国政治人物。

## 生平
1938年10月，任无为县古楼乡农民抗日自卫队队长；1939年1月任无为县庆安小学支书、教员；2月加入中国共产党。1939年8月起历任新四军江北游击纵队连指导员、连长、副大队长、军事科长、作战参谋；1942年2月起历任庐江县一区区长、无为县南苏区区长；1944年2月任无为县人民自卫总队副总队长；1945年10月任新四军七师60团政治处主任；1946年10月，任华东六纵队51团政治处主任；1947年10月，任南下干部土改工作队政治指导员；1948年5月，任颍阜县总队副政委；1948年11月，起历任六安县县长、县委书记。
1951年7月，历任合肥市人民政府市长、中共合肥市委书记；1955年11月，任安徽省劳动局局长、党组书记；1956年3月起，任安徽省委工交部副部长，省经委副主任、党组副书记；1964年5月，任马鞍山市委副书记兼马钢公司党委书记；文化大革命受到迫害。1970年8月，任安庆石化总厂基建指挥部副指挥、核心小组副组长；1973年2月，任淮南市委书记；1980年1月，任中共蚌埠市委书记、市人大常委会主任；1985年3月，任政协第五届安徽省委员会副主席。2016年5月20日，在合肥逝世，享年98岁。